# Ablabesmyia annulata
Ablabesmyia annulata es una especie de insecto díptero. Fue descrita por primera vez en 1823 por Thomas Say. 
Pertenece al género Ablabesmyia, familia Chironomidae.

## Distribución
Se distribuye por América del Norte.